# Gérard (archevêque d'York)
Pour les articles homonymes, voir Gérard.
Gérard, mort le 21 mai 1108, est un prélat anglo-normand, évêque d'Hereford (1096-1100) puis archevêque d'York (1100-1108). Il est aussi probablement chancelier du royaume durant les règnes de Guillaume le Conquérant et de Guillaume le Roux.

## Biographie
Fils d'Osbert et d'Anna, il est le neveu de Vauquelin, évêque de Winchester (1070-1098), et de Siméon, abbé d'Ely (1082-1093/1094).
Originaire de Normandie, il commence sa carrière ecclésiastique comme précenteur à la cathédrale de Rouen. Il est aussi possible qu'il y ait été archidiacre. Il entre ensuite au service du roi Guillaume le Conquérant comme clerc. Il semble probable que le roi en ait fait son chancelier, après le départ du chancelier Maurice pour l'évêché de Londres en 1085 ; et qu'il ait conservé ce poste dans les premières années du règne de Guillaume le Roux, avant que Robert Blouet ne lui succède, en 1091 ou avant.
Dans les années suivantes, il reste sûrement un serviteur de confiance du roi, car, en 1095, celui-ci l'envoie en mission officielle à Rome avec William Warelwast, futur évêque d'Exeter. De retour en Angleterre en mai 1096, il est récompensé de ses bons services par le siège épiscopal de Hereford. Il est ordonné Diacre et prêtre le 14 juin 1096, et le jour suivant, il est consacré évêque.
En 1100, peu après le sacre du roi Henri Beauclerc, Gérard est nommé archevêque d'York. Il s'oppose à son homologue Anselme de Cantorbéry, ce dernier voulant que le nouvel archevêque lui fasse une profession écrite d'obédiance, ce que Gérard refuse de faire. Il doit donc se rendre à la cour papale de Rome pour d'une part obtenir son pallium, et d'autre part pour représenter le roi dans la querelle des investitures qui l'oppose à Anselme. Usant de ses talents de diplomate et de son éloquence, il obtient son pallium du pape Pascal II. Toutefois, les lettres papales qu'il ramène maintiennent l'interdiction des investitures par le roi. Gérard assure à Henri Beauclerc que cette interdiction ne sera pas appliquée si ses choix sont de qualité.
Il s'arrange pour ne pas faire de profession d'obédiance à Anselme, et par la suite défend l'égalité des archidiocèses de Cantorbéry et d'York. En 1102, son attitude conduit Anselme à demander et obtenir l'appui du pape, mais Gérard ignore la lettre papale.
Après sa mort, il est d'abord inhumé près du porche de la cathédrale d'York avant que son successeur Thomas ne fasse déplacer sa dépouiller à l'intérieur du bâtiment.

## Traduction
- (en) Cet article est partiellement ou en totalité issu de l’article de Wikipédia en anglais intitulé « Gerard (archbishop of York) » (voir la liste des auteurs).